# Гіперполяризовність
Гіперполяризовність (англ. hyperpolarizability (of nth order))
Енергію молекули в зовнішньому електростатичному полі можна представити рядом
E = Eo – μiFi – 0,5αijFiFj – (1/6)βijkFiFjFk – (1/24)γijklFiFjFkFl – ...
де Eo — енергія незбуреної системи, Fi — компонента поля в напрямку i, μ i постійний дипольний момент, αij — тензор поляризовності, а βijk та γijkl — перший та другий тензори
гіперполяризовності, відповідно. Вони є відгуками другого порядку на дію зовнішнього електричного поля і тому їх
називають гіперполяризовностями другого порядку.